# Kostel svatého Vavřince (Bystřice nad Pernštejnem)
Kostel svatého Vavřince je římskokatolický chrám v městě Bystřice nad Pernštejnem v okrese Žďár nad Sázavou. Je farním kostelem římskokatolické farnosti Bystřice nad Pernštejnem a chráněnou kulturní památkou České republiky.

## Historie
Nejstarší bystřický kostel existoval již počátkem 13. století, během kolonizace regionu Svratecké hornatiny čili oblastí přítoků horního úseku řeky Svratky rodem erbu zubří hlavy s houžví v nozdrách pánů z Medlova (předků Pernštejnů). Dodnes má gotické jádro asi ze 14. století. Zásadně pozdně barokně přestavěn byl v letech 1750-1753 pravděpodobně podle projektu Laurenze Haupta z Olešnice. Tesařskou práci provedl Josef Karábek z Prosetína. Byly zvýšeny obvodové zdi, upraveny boční lodě s oratořemi a především namísto původní jedné věže vybudováno mohutné dvouvěžové průčelí. Do kostela byly pořízeny podle Gregora Wolného roku 1760 čtyři vedlejší oltáře, sv. Tekly, sv. Barbory, sv. Václava a Matky Boží, varhany a kazatelna. Stavba kostela a jeho vybavení byla hotova roku 1770, vše péči tehdejšího faráře Františka Dominika Pomesiána (+1777). V roce 1841 shořely při velkém požáru města střechy, včetně věží a roztavily se všechny starobylé zvony (v témže roce znovu odlité). Následně nově tvarované věžní kopulové báně z roku 1873 byly v letech 1979 až 1981 opět navráceny do původní barokní podoby dvou tzv. cibulí. 

## Popis

### Architektura kostela
Kostel je podélná trojlodní stavba bazilikálního typu s pětibokým gotickým kněžištěm, k němuž přiléhají kaple a sakristie s oratořemi v patře. Závěr kněžiště má středověké opěrné pilíře s pultovými stříškami. Barokní fasády kněžiště a hlavní lodi člení vpadlé výplně. Západní vstupní útvar člení pilastry s římsovými hlavicemi.
V západní části průčelí jsou okna se segmentovým záklenkem. Hlavní vstup do kostela v západním průčelí je s trojicí portálů, boční vstupy jsou chráněny čtyřbokými předsíněmi. Kněžiště a hlavní loď jsou zaklenuty valeně s dotýkajícími se výsečemi. 
V kapli, sakristii, bočních lodích a oratoři se nacházejí placky mezi pasy, klenební plochu člení čtyřlisté vpadlé náplně. V západní části hlavní lodi je hudební kruchta.

### Zařízení
Zařízení kostela je rokokové z doby přestavby, pouze s ojedinělými mladšími doplňky. Na zařízení se podílel sochař František Josef Hamb. Starší autoři uvádí zřejmě zkomolené jméno Franz Hohn, v rukopise Jana Petra Cerroniho psaného jako Franz Sam či Ham. Dvoudílný hlavní oltář sestává ze zděné menzy ve tvaru tumby s dřevěným skříňovým tabernáklem, na němž je malé sousoší sv. Dominika vzývajícího Madonu. Přízední retabulum tvoří rokajový monumentální rám vyplněný obrazem Umučení svatého Vavřince se signaturou Josefa Ladislava Šichana z roku 1885, který byl namalován podle nástěnných maleb v bazilice sv. Vavřince v Římě. Předešlý původní obraz s výjevem sv. Vavřince od Františka Antonína Šebesty-Sebastiniho z roku 1758 byl poškozen nejspíše při požáru roku 1841 a pohozen na půdě, kde se rozpadl. Na konzolách stojí sochy sv. Floriána a sv. Šebestiána. 
V rozích hlavní lodi jsou postranní oltáře sv. Barbory a sv. Václava s výklenky místo obrazů. Na oltáři sv. Barbory je řezba sv. Jana Nepomuckého a výjev stětí sv. Barbory, po stranách stojí sochy sv. Kateřiny a sv. Agáty. U druhého postranního oltáře je řezba zřejmě sv. Vojtěcha, výjev Zavraždění sv. Václava a po stranách sochy sv. Václava a sv. Ludmily. 
Na prvním pilíři hlavní lodi je kazatelna z druhé poloviny 18. století, snad z roku 1760, s točitým schodištěm. Na vrcholu kazatelny je sousoší Křtu Ježíše Krista sv. Janem Křtitelem. K původnímu vybavení patří také cínové křtitelnice či bohatě členěná dvoudílná varhanní skříň od Františka Ignáce Siebera, navržená roku 1769. Na pilířích jsou umístěny také Ukřižovaný Kristus se sv. Marií Magdalenou a unikátní socha adorujícího sv. Jana Nepomuckého od Ondřeje Zahnera. Na jednom z pilířů je zavěšen obraz v kasulovém rámu se sv. Teklou, údajně od F. A. Sebastiniho. 
Pod kůrem stojí ve výklencích dvojice původních dubových zpovědnic s intarzií, řezanými rokajemi a na jejich vrcholu jsou sochy sv. Petra a sv. Marie Magdalény. V bočních lodích jsou zavěšeny obrazy křížové cesty od Akad. mal. Karla Rossiho z roku 2019. Na oratoři se nachází tři bohatě zdobená pontifikální křesla, rovněž z 3. čtvrtiny 18. století.
Např. novogotický mešní kalich byl zhotoven roku 1862, zdobená paprskovitá monstrance se znakem F. D. Pomesiána je z roku 1769. Ve věžích visí šest zvonů. V jižní dvoutunový Vavřín a malý Umíráček (oba přelité po požáru roku 1841). V severní Petr a Pavel (též z roku 1841) a tři nové se jmény Barbora, Václav, Cyril a Metoděj (z roku 2022), které nahradily zvony zabavené a zničené za 2. světové války.